# American Basketball Association I
L'American Basketball Association (ABA) fou una competició basquetbolística estatunidenca que existí entre 1967 i 1976, any en què s'uní a l'NBA.

## Història
L'ABA fou fundada l'any 1967 amb la intenció de competir amb la National Basketball Association. Aquesta intentà apostar per un basquetbol més ofensiu i espectacular que el de l'NBA. Algunes regles eren diferents. L'atac durava trenta segons en lloc dels 24 de l'NBA, existia la línia de tres punts. A nivell de curiositat usaven una pilota de bàsquet de colors llampants vermell, blau i blanc. Tot i que enganxà força amb els afeccionats, la manca de bons contractes televisius va fer que patís pèrdues econòmiques. Tot i això, en el seu darrer any (1976), l'ABA fou pionera en el concurs d'esmaixades i en el partit de les estrelles.
L'any 1977 l'ABA i l'NBA arribaren a un acord per fusionar-se. Quatre clubs de l'ABA van ingressar a l'NBA, els New York Nets, Denver Nuggets, Indiana Pacers i San Antonio Spurs.

## Franquícies
En negreta els equips que foren absorbits per l'NBA. La fletxa indica canvi de ciutat.
- Anaheim Amigos → Los Angeles Stars → Utah Stars
- Dallas/Texas Chaparrals → San Antonio Spurs
- Denver Rockets/Nuggets
- Houston Mavericks → Carolina Cougars → Spirits of St. Louis
  - Utah Rockies (havien de substituir els Spirits of St. Louis però no arribaren a debutar per la desaparició de la lliga)
- Indiana Pacers
- Kentucky Colonels
- New Orleans Buccaneers → Memphis Pros/Tams/Sounds
  - Baltimore Hustlers/Claws (havien de substituir els Memphis Sounds però no arribaren a debutar per la desaparició de la lliga)
- Minnesota Muskies → Miami Floridians/The Floridians
- New Jersey Americans → New York Nets
- Oakland Oaks → Washington Capitals → Virginia Squires
- Pittsburgh Pipers → Minnesota Pipers → Pittsburgh Pipers/Condors
- San Diego Conquistadors/Sails

## Línia del temps equips i Comissionats
| 1967                      | 1967-68                | 1968-69                | 1969-70                | 1970                | 1970-71            | 1971-72            | 1972-73                 | 1973-74                 | 1974-75                 | 1975                 | 1975                 | 1975-76              |
| Anaheim Amigos            | Anaheim Amigos         | Los Angeles Stars      | Los Angeles Stars      | Los Angeles Stars   | Utah Stars         | Utah Stars         | Utah Stars              | Utah Stars              | Utah Stars              | Utah Stars           | Utah Stars           | Utah Stars           |
| Dallas Chaparrals         | Dallas Chaparrals      | Dallas Chaparrals      | Dallas Chaparrals      | Dallas Chaparrals   | Texas Chaparrals   | Dallas Chaparrals  | Dallas Chaparrals       | San Antonio Spurs       | San Antonio Spurs       | San Antonio Spurs    | San Antonio Spurs    | San Antonio Spurs    |
| Houston Mavericks         | Houston Mavericks      | Houston Mavericks      | Carolina Cougars       | Carolina Cougars    | Carolina Cougars   | Carolina Cougars   | Carolina Cougars        | Carolina Cougars        | Spirits of St. Louis    | Spirits of St. Louis | Spirits of St. Louis | Spirits of St. Louis |
| Indiana Pacers            | Indiana Pacers         | Indiana Pacers         | Indiana Pacers         | Indiana Pacers      | Indiana Pacers     | Indiana Pacers     | Indiana Pacers          | Indiana Pacers          | Indiana Pacers          | Indiana Pacers       | Indiana Pacers       | Indiana Pacers       |
| Kansas City, Denver Larks | Denver Rockets         | Denver Rockets         | Denver Rockets         | Denver Rockets      | Denver Rockets     | Denver Rockets     | Denver Rockets          | Denver Rockets          | Denver Nuggets          | Denver Nuggets       | Denver Nuggets       | Denver Nuggets       |
| Kentucky Colonels         | Kentucky Colonels      | Kentucky Colonels      | Kentucky Colonels      | Kentucky Colonels   | Kentucky Colonels  | Kentucky Colonels  | Kentucky Colonels       | Kentucky Colonels       | Kentucky Colonels       | Kentucky Colonels    | Kentucky Colonels    | Kentucky Colonels    |
| ------------------------- | ---------------------- | ---------------------- | ---------------------- | ------------------- | ------------------ | ------------------ | ----------------------- | ----------------------- | ----------------------- | -------------------- | -------------------- | -------------------- |
| Minnesota Muskies         | Minnesota Muskies      | Miami Floridians       | Miami Floridians       | Miami Floridians    | Floridians         | Floridians         |                         |                         |                         |                      |                      |                      |
| New Orleans Buccaneers    | New Orleans Buccaneers | New Orleans Buccaneers | New Orleans Buccaneers | Lousiana Buccaneers | Memphis Pros       | Memphis Pros       | Memphis Tams            | Memphis Tams            | Memphis Sounds          | Baltimore Hustlers   | Baltimore Claws      |                      |
| New York Americans        | New Jersey Americans   | New York Nets          | New York Nets          | New York Nets       | New York Nets      | New York Nets      | New York Nets           | New York Nets           | New York Nets           | New York Nets        | New York Nets        | New York Nets        |
| Oakland Americans         | Oakland Oaks           | Oakland Oaks           | Washington Capitals    | Virginis Squires    | Virginis Squires   | Virginis Squires   | Virginis Squires        | Virginis Squires        | Virginis Squires        | Virginis Squires     | Virginis Squires     | Virginis Squires     |
| Pittsburgh Pipers         | Pittsburgh Pipers      | Minnesota Pipers       | Pittsburgh Pipers      | Pittsburgh Pioneers | Pittsburgh Condors | Pittsburgh Condors |                         |                         |                         |                      |                      |                      |
|                           |                        |                        |                        |                     |                    |                    | San Diego Conquistadors | San Diego Conquistadors | San Diego Conquistadors | San Diego Sails      | San Diego Sails      |                      |
| 11                        | 11                     | 11                     | 11                     | 11                  | 11                 | 11                 | 10                      | 10                      | 10                      | 10                   | 10                   | 8                    |
| George Mikan              | George Mikan           | George Mikan           | Jack Dolph             | Jack Dolph          | Jack Dolph         | Jack Dolph         | Bob Carlson             | Mike Storen             | Tedd Munchak            | Tedd Munchak         | Dave DeBusschere     | Dave DeBusschere     |
| 1967                      | 1967-68                | 1968-69                | 1969-70                | 1970                | 1970-71            | 1971-72            | 1972-73                 | 1973-74                 | 1974-75                 | 1975                 | 1975                 | 1975-76              |

## Historial
| Temporada | Campió            | Campió         | Finalista              | Finalista      | Resultat | Líders          | Líders            | Líders | Líders          | Líders            | Líders | Líders          | Líders                 | Líders       | Líders       | Líders         | Líders    | Líders         | Líders                  | Líders |
| Temporada | Equip             | Entrenador     | Equip                  | Entrenador     | Resultat | Punts           | Punts             | Punts  | Rebots          | Rebots            | Rebots | Assistències    | Assistències           | Assistències | Robatoris    | Robatoris      | Robatoris | Taps           | Taps                    | Taps   |
| --------- | ----------------- | -------------- | ---------------------- | -------------- | -------- | --------------- | ----------------- | ------ | --------------- | ----------------- | ------ | --------------- | ---------------------- | ------------ | ------------ | -------------- | --------- | -------------- | ----------------------- | ------ |
| 1967-1968 | Pittsburgh Pipers | Vince Cazzeta  | New Orleans Buccaneers | Babe McCarthy  | 4 - 3    | Connie Hawkins  | Pittsburgh Pipers | 26.8   | Mel Daniels     | Minnesota Muskies | 15.6   | Larry Brown     | New Orleans Buccaneers | 6.5          |              |                |           |                |                         |        |
| 1968-1969 | Oakland Oaks      | Alex Hannum    | Indiana Pacers         | Bobby Leonard  | 4 - 1    | Rick Barry      | Oakland Oaks      | 34.0   | Mel Daniels     | Indiana Pacers    | 16.5   | Larry Brown     | Oakland Oaks           | 7.1          |              |                |           |                |                         |        |
| 1969-1970 | Indiana Pacers    | Bobby Leonard  | Los Angeles Stars      | Bill Sharman   | 4 - 2    | Spencer Haywood | Denver Rockets    | 30.0   | Spencer Haywood | Denver Rockets    | 19.5   | Larry Brown     | Washington Caps        | 7.1          |              |                |           |                |                         |        |
| 1970-1971 | Utah Stars        | Bill Sharman   | Kentucky Colonels      | Frank Ramsey   | 4 - 3    | Dan Issel       | Kentucky Colonels | 29.9   | Mel Daniels     | Indiana Pacers    | 18.0   | Bill Melchionni | New York Nets          | 8.3          |              |                |           |                |                         |        |
| 1971-1972 | Indiana Pacers    | Bobby Leonard  | New York Nets          | Lou Carnesecca | 4 - 2    | Charlie Scott   | Virginia Squires  | 34.6   | Artis Gilmore   | Kentucky Colonels | 17.8   | Bill Melchionni | New York Nets          | 8.4          |              |                |           |                |                         |        |
| 1972-1973 | Indiana Pacers    | Bobby Leonard  | Kentucky Colonels      | Joe Mullaney   | 4 - 3    | Julius Erving   | Virginia Squires  | 31.9   | Artis Gilmore   | Kentucky Colonels | 17.6   | Bill Melchionni | New York Nets          | 7.4          |              |                |           |                |                         |        |
| 1973-1974 | New York Nets     | Kevin Loughery | Utah Stars             | Joe Mullaney   | 4 - 1    | Julius Erving   | New York Nets     | 27.4   | Artis Gilmore   | Kentucky Colonels | 18.3   | Al Smith        | Denver Rockets         | 8.1          | Ted McClain  | Denver Rockets | 2.98      | Caldwell Jones | San Diego Conquistadors | 4.00   |
| 1974-1975 | Kentucky Colonels | Hubie Brown    | Indiana Pacers         | Bobby Leonard  | 4 - 1    | George McGinnis | Indiana Pacers    | 29.8   | Swen Nater      | San Antonio Spurs | 16.4   | Mack Calvin     | Denver Nuggets         | 7.7          | Brian Taylor | New York Nets  | 2.80      | Caldwell Jones | San Diego Conquistadors | 3.24   |
| 1975-1976 | New York Nets     | Kevin Loughery | Denver Nuggets         | Larry Brown    | 4 - 2    | Julius Erving   | New York Nets     | 29.3   | Artis Gilmore   | Kentucky Colonels | 15.5   | Don Buse        | Indiana Pacers         | 8.2          | Don Buse     | Indiana Pacers | 4.12      | Billy Paultz   | San Antonio Spurs       | 3.05   |

En negreta, jugadors membres del Saló de la Fama

## Palmarès
| Equip                  | Campionats | Campionats     | Subcampionats | Subcampionats | Finals |
| ---------------------- | ---------- | -------------- | ------------- | ------------- | ------ |
| Indiana Pacers         | 3          | 1970 1972 1973 | 2             | 1969 1975     | 5      |
| New York Nets          | 2          | 1974 1976      | 1             | 1972          | 3      |
| Kentucky Colonels      | 1          | 1975           | 2             | 1971 1973     | 3      |
| Los Angeles/Utah Stars | 1          | 1971           | 2             | 1970 1974     | 3      |
| Pittsburgh Pipers      | 1          | 1968           |               |               | 1      |
| Oakland Oaks           | 1          | 1969           |               |               | 1      |
| New Orleans Buccaneers |            |                | 1             | 1968          | 1      |
| Denver Nuggets         |            |                | 1             | 1976          | 1      |

## Equip a Equip, temporada a temporada
Resum de les 9 temporades de l'ABA. En cada fila es mostra una temporada representada amb 2 cel·les per equip: En la superior s'indica el lloc ocupat per cada equip en la seva Divisió (Est o Oest), entre paréntesi el número de victòries i derrotes en la temporada regular i finalment el percentatge de victòries sobre el total de partits. En la inferior es mostra el resultat als playoffs amb el número de victòries i derrotes, indicant-se sempre a l'equip de la columna corresponent en primer lloc, és a dir, 0-3 significa que ha perdut i queda eliminat i 3-0 vol dir que ha guanyat i juga la següent ronda, juntament amb el rival. Els equips amb canvis de nom o ubicació, es representen en la mateixa columna, excecpte si son canviats de Divisió, on se indica. La darrera temporada es jugà sense Divisions, amb una classificació conjunta i amb només un partit de primera ronda. Es destaquen amb fons fosc i negreta els campions de Divisió i els campions de l'ABA de cada temporada.
|         | Est                                                  | Est                                  | Est                     | Est                                 | Est                                    | Est                   |                                        | Oest                         | Oest                   | Oest                                    | Oest                                  | Oest                                               | Oest |
| 1967-68 | Indiana Pacers                                       | Kentucky Colonels                    | Minnesota Muskies       | New Jersey Americans                | Pittsburgh Pipers                      |                       | Anaheim Amigos                         | Dallas Chaparrals            | Denver Rockets         | Houston Mavericks                       | New Orleans Buccaneers                | Oakland Oaks                                       |      |
| ------- | ---------------------------------------------------- | ------------------------------------ | ----------------------- | ----------------------------------- | -------------------------------------- | --------------------- | -------------------------------------- | ---------------------------- | ---------------------- | --------------------------------------- | ------------------------------------- | -------------------------------------------------- | ---- |
| 1967-68 | 3r (38-40) 49%                                       | 4t (36-42) 46%                       | 2n (50-28) 64%          | 5é (36-42) 46%                      | 1r (54-24) 69%                         |                       | 5é (25-53) 32%                         | 2n (46-32) 59%               | 3r (45-33) 58%         | 4t (29-49) 37%                          | 1r (48-30) 62%                        | 6é (22-56) 28%                                     |      |
| 1967-68 | 0-3 Pipers                                           | 2-3 Muskies                          | 3-2 Colonels 1-4 Pipers |                                     | 3-0 Pacers 4-1 Muskies 4-3 Buccanerers |                       |                                        | 3-0 Mavericks 1-4 Buccaneers | 2-3 Buccaneers         | 0-3 Chaparrals                          | 3-2 Rockets 4-1 Chaparrals 3-4 Pipers |                                                    |      |
| 1968-69 | Indiana Pacers                                       | Kentucky Colonels                    | Miami Floridians        | New York Nets                       | Minnesota Pipers                       |                       | Los Angeles Stars                      | Dallas Chaparrals            | Denver Rockets         | Houston Mavericks                       | New Orleans Buccaneers                | Oakland Oaks                                       |      |
| 1968-69 | 1r (44-34) 56%                                       | 3r (42-36) 54%                       | 2n (43-35) 55%          | 5é (17-61) 22%                      | 4t (36-42) 46%                         |                       | 5é (33-45) 42%                         | 4t (41-37) 53%               | 3r (44-34) 56%         | 6é (23-55) 30%                          | 2n (46-32) 59%                        | 1r (60-18) 77%                                     |      |
| 1968-69 | 4-3 Colonels 4-1 Floridians 1-4 Oaks                 | 3-4 Pacers                           | 4-3 Pipers 1-4 Pacers   |                                     | 3-4 Floridians                         |                       |                                        | 3-4 Buccaneers               | 3-4 Oaks               | (canvia a l'est) com a Carolina Cougars | 4-3 Chaparrals 0-4 Oaks               | 4-3 Rockets 4-0 Buccaneers 4-1 Pacers              |      |
|         | Indiana Pacers                                       | Kentucky Colonels                    | Miami Floridians        | New York Nets                       | Pittsburgh Pipers                      | Carolina Cougars      | Los Angeles Stars                      | Dallas Chaparrals            | Denver Rockets         |                                         | New Orleans Buccaneers                | Washington Capitals                                |      |
| 1969-70 | 1r (59-25) 70%                                       | 3r (45-39) 54%                       | 6é (23-61) 27%          | 4t (39-45) 46%                      | 5é (29-55) 35%                         | 3r (42-42) 50%        | 4t (43-41) 51%                         | 2n (45-39) 54%               | 1r (51-33) 61%         |                                         | 5é (42-42) 50%                        | 3r (44-40) 52%                                     |      |
| 1969-70 | 4-0 Cougars 4-1 Colonels 4-2 Stars (canvia a l'oest) | 4-3 Nets 1-4 Pacers                  |                         | 3-4 Colonels                        |                                        | 0-4 Pacers            | 4-2 Chaparrals 4-1 Rockets 2-4 Pacers  | 2-4 Stars                    | 4-2 Capitals 1-4 Stars |                                         |                                       | 3-4 Rockets (canvia a l'est com a Viginia Squires) |      |
|         | Virginia Squires                                     | Kentucky Colonels                    | The Floridians          | New York Nets                       | Pittsburgh Condors                     | Carolina Cougars      | Utah Stars                             | Texas Chaparrals             | Denver Rockets         | Indiana Pacers                          | Memphis Pros                          |                                                    |      |
| 1970-71 | 1r (55-29) 66%                                       | 2n (44-40) 52%                       | 4t (37-47) 44%          | 3r (40-44) 48%                      | 5é (36-48) 43%                         | 6é (34-50) 41%        | 2n (57-27) 68%                         | 4t (30-54) 36%               | 5é (30-54) 36%         | 1r (58-26) 69%                          | 3r (41-43) 49%                        |                                                    |      |
| 1970-71 | 4-2 Nets 2-4 Colonels                                | 4-2 Floridians 4-2 Squires 3-4 Stars | 2-4 Colonels            | 2-4 Squires                         |                                        |                       | 4-0 Chaparrals 4-3 Pacers 4-3 Colonels | 0-4 Stars                    |                        | 4-0 Pros 3-4 Stars                      | 0-4 Pacers                            |                                                    |      |
|         | Virginia Squires                                     | Kentucky Colonels                    | The Floridians          | New York Nets                       | Pittsburgh Condors                     | Carolina Cougars      | Utah Stars                             | Dallas Chaparrals            | Denver Rockets         | Indiana Pacers                          | Memphis Pros                          |                                                    |      |
| 1971-72 | 2n (45-39) 54%                                       | 1r (68-16) 81%                       | 4t (36-48) 43%          | 3r (44-40) 52%                      | 6é (25-59) 30%                         | 5é (35-49) 42%        | 1r (60-24) 71%                         | 3r (42-42) 50%               | 4t (34-50) 41%         | 2n (47-37) 56%                          | 5é (26-58) 31%                        |                                                    |      |
| 1971-72 | 4-0 Floridians 3-4 Nets                              | 2-4 Nets                             | 0-4 Squires             | 4-2 Colonels 4-3 Squires 2-4 Pacers |                                        |                       | 4-0 Chaparrals 3-4 Pacers              | 0-4 Stars                    | 3-4 Pacers             | 4-3 Rockets 4-3 Stars 4-2 Nets          | (pasa a l'est) com a Memphis Tams     |                                                    |      |
|         | Virginia Squires                                     | Kentucky Colonels                    | Memphis Tams            | New York Nets                       |                                        | Carolina Cougars      | Utah Stars                             | Dallas Chaparrals            | Denver Rockets         | Indiana Pacers                          | San Diego Conquistadors               |                                                    |      |
| 1972-73 | 3r (42-42) 50%                                       | 2n (56-28) 67%                       | 5é (24-60) 29%          | 4t (30-54) 36%                      |                                        | 1r (57-27) 68%        | 1r (55-29) 66%                         | 5é (28-56) 33%               | 3r (47-37) 56%         | 2n (51-33) 61%                          | 4t (30-54) 36%                        |                                                    |      |
| 1972-73 | 1-4 Colonels                                         | 4-1 Squires 4-3 Cougars 3-4 Pacers   |                         | 1-4 Cougars                         |                                        | 4-1 Nets 3-4 Colonels | 4-0 Conquistadors 2-4 Pacers           |                              | 1-4 Pacers             | 4-1 Rockets 4-2 Stars 4-3 Colonels      | 0-4 Stars                             |                                                    |      |
|         | Virginia Squires                                     | Kentucky Colonels                    | Memphis Tams            | New York Nets                       |                                        | Carolina Cougars      | Utah Stars                             | S. Antonio Spurs             | Denver Rockets         | Indiana Pacers                          | San Diego Conquistadors               |                                                    |      |
| 1973-74 | 4t (28-56) 33%                                       | 2n (53-31) 63%                       | 5é (21-63) 25%          | 1r (55-29) 66%                      |                                        | 3r (47-37) 56%        | 1r (51-33) 61%                         | 3r (45-39) 54%               | 5é (37-47) 44%         | 2n (46-38) 55%                          | 4t (37-47) 44%                        |                                                    |      |
| 1973-74 | 1-4 Nets                                             | 4-0 Cougars 0-4 Nets                 |                         | 4-1 Squires 4-0 Colonels 4-1 Stars  |                                        | 0-4 Colonels          | 4-2 Conquistadors 4-3 Pacers 1-4 Nets  | 3-4 Pacers                   |                        | 4-3 Spurs 3-4 Stars                     | 2-4 Stars                             |                                                    |      |
|         | Virginia Squires                                     | Kentucky Colonels                    | Memphis Sounds          | New York Nets                       |                                        | Spirit of St. Louis   | Utah Stars                             | S. Antonio Spurs             | Denver Nuggets         | Indiana Pacers                          | San Diego Conquistadors               |                                                    |      |
| 1974-75 | 5é (15-69) 18%                                       | 1r (58-26) 69%                       | 4t (27-57) 32%          | 2n (58-26) 69%                      |                                        | 3r (32-52) 38%        | 4t (38-46) 45%                         | 2n (51-33) 61%               | 1r (65-19) 77%         | 3r (45-39) 54%                          | 5é (31-53) 37%                        |                                                    |      |
| 1974-75 |                                                      | 4-1 Sounds 4-1 Spirits 4-1 Pacers    | 1-4 Colonels            | 1-4 Spirits                         |                                        | 4-1 Nets 1-4 Colonels | 2-4 Nuggets                            | 2-4 Pacers                   | 4-2 Stars 3-4 Pacers   | 4-2 Spurs 4-3 Nuggets 1-4 Colonels      |                                       |                                                    |      |
|         | Virginia Squires                                     | Kentucky Colonels                    | Baltimore Claws         | New York Nets                       |                                        | Spirit of St. Louis   |                                        | Utah Stars                   | S. Antonio Spurs       | Denver Nuggets                          | Indiana Pacers                        | San Diego Salis                                    |      |
| 1975-76 | 7é (15-68) 18%                                       | 4t (46-38) 55%                       | 10é (0-0) -%            | 2n (55-29) 66%                      |                                        | 6é (35-49) 42%        |                                        | 9é (4-12) 25%                | 3r (50-34) 60%         | 1r (60-24) 71%                          | 5é (39-45) 46%                        | 8é (3-8) 27%                                       |      |
| 1975-76 |                                                      | 2-1 Pacers 3-4 Nuggets               |                         | 4-3 Spurs 4-2 Nuggets               |                                        |                       |                                        |                              | 3-4 Nets               | 4-3 Colonels 2-4 Nets                   | 1-2 Colonels                          |                                                    |      |

### Resum per equips
| Equip                                                                         | T | P   | V   | D   | %   | SP | SFD                | FD            | F                   | C              | Equip                 | T   | P   | V         | D         | %              | SP                  | SFD                 | FD             | F         | C              |
| ----------------------------------------------------------------------------- | - | --- | --- | --- | --- | -- | ------------------ | ------------- | ------------------- | -------------- | --------------------- | --- | --- | --------- | --------- | -------------- | ------------------- | ------------------- | -------------- | --------- | -------------- |
| Kentucky Colonels                                                             | 9 | 744 | 448 | 296 | 60% |    | 3                  | 3             | 2                   | 1              | Kentucky Colonels     | 9   | 744 | 448       | 296       | 60%            |                     | 1968 1969 1972      | 1970 1974 1976 | 1971 1973 | 1975           |
| Indiana Pacers                                                                | 9 | 744 | 427 | 317 | 57% | 1  | 4                  |               | 2                   | 3              | Indiana Pacers        | 9   | 744 | 427       | 317       | 57%            | 1975                | 1968 1971 1974 1976 |                | 1969 1974 | 1970 1972 1973 |
| Denver Rockets Denver Nuggets                                                 | 9 | 744 | 413 | 331 | 56% | 2  | 4                  | 1             |                     |                | Denver Rockets        | 7   | 576 | 288       | 288       | 50%            | 1971 1974           | 1968 1969 1972 1973 | 1970           |           |                |
| Denver Rockets Denver Nuggets                                                 | 9 | 744 | 413 | 331 | 56% | 2  | 4                  | 1             | Denver Nuggets      | 2              | 168                   | 125 | 43  | 74%       |           |                | 1975                | 1976                |                |           |                |
| Anaheim Amigos Los Angeles Stars Utah Stars                                   | 9 | 676 | 366 | 310 | 54% | 3  | 1                  | 2             | 2                   | 1              | Anaheim Amigos        | 1   | 78  | 25        | 53        | 32%            | 1968                |                     |                |           |                |
| Anaheim Amigos Los Angeles Stars Utah Stars                                   | 9 | 676 | 366 | 310 | 54% | 3  | 1                  | 2             | 2                   | 1              | Los Angeles Stars     | 2   | 162 | 76        | 86        | 47%            | 1969                |                     |                | 1970      |                |
| Anaheim Amigos Los Angeles Stars Utah Stars                                   | 9 | 676 | 366 | 310 | 54% | 3  | 1                  | 2             | 2                   | 1              | Utah Stars            | 6   | 436 | 265       | 171       | 61%            | 1976                | 1975                | 1972 1973      | 1974      | 1971           |
| New Jersey Americans New York Nets                                            | 9 | 744 | 374 | 370 | 50% | 2  | 4                  |               | 1                   | 2              | New Jersey Americans  | 1   | 78  | 36        | 42        | 46%            | 1968                |                     |                |           |                |
| New Jersey Americans New York Nets                                            | 9 | 744 | 374 | 370 | 50% | 2  | 4                  | New York Nets | 1                   | 2              | 8                     | 666 | 338 | 328       | 51%       | 1969           | 1970 1971 1973 1975 |                     | 1972           | 1974 1976 |                |
| Dallas Chaparrals Texas Chaparrals San Antonio Spurs                          | 9 | 744 | 378 | 366 | 51% | 1  | 7                  | 1             |                     |                | Dallas Chaparrals     | 5   | 408 | 202       | 206       | 50%            | 1973                | 1969 1970 1972      | 1968           |           |                |
| Dallas Chaparrals Texas Chaparrals San Antonio Spurs                          | 9 | 744 | 378 | 366 | 51% | 1  | 7                  | 1             | Texas Chaparrals    | 1              | 84                    | 30  | 54  | 36%       |           | 1971           |                     |                     |                |           |                |
| Dallas Chaparrals Texas Chaparrals San Antonio Spurs                          | 9 | 744 | 378 | 366 | 51% | 1  | 7                  | 1             | San Antonio Spurs   | 3              | 252                   | 146 | 106 | 58%       |           | 1974 1975 1976 |                     |                     |                |           |                |
| Houston Mavericks Carolina Cougars Spirit of St. Louis                        | 9 | 744 | 334 | 410 | 45% | 4  | 3                  | 2             |                     |                | Houston Mavericks     | 2   | 156 | 52        | 104       | 33%            | 1969                | 1968                |                |           |                |
| Houston Mavericks Carolina Cougars Spirit of St. Louis                        | 9 | 744 | 334 | 410 | 45% | 4  | 3                  | 2             | Carolina Cougars    | 5              | 420                   | 215 | 205 | 51%       | 1971 1972 | 1970 1974      | 1973                |                     |                |           |                |
| Houston Mavericks Carolina Cougars Spirit of St. Louis                        | 9 | 744 | 334 | 410 | 45% | 4  | 3                  | 2             | Spirit of St. Louis | 2              | 168                   | 67  | 101 | 40%       | 1976      |                | 1975                |                     |                |           |                |
| Pittsburgh Pipers Minnesota Pipers Pittsburgh Condors                         | 5 | 408 | 180 | 228 | 44% | 4  |                    |               |                     | 1              | Pittsburgh Pipers     | 2   | 162 | 83        | 79        | 51%            | 1970                |                     |                |           | 1968           |
| Pittsburgh Pipers Minnesota Pipers Pittsburgh Condors                         | 5 | 408 | 180 | 228 | 44% | 4  | Minnesota Pipers   | 1             | 78                  | 1              | 36                    | 42  | 46% | 1969      |           |                |                     |                     |                |           |                |
| Pittsburgh Pipers Minnesota Pipers Pittsburgh Condors                         | 5 | 408 | 180 | 228 | 44% | 4  | Pittsburgh Condors | 2             | 168                 | 1              | 61                    | 107 | 36% | 1971 1972 |           |                |                     |                     |                |           |                |
| Oakland Oaks Washington Capitals Virginia Squires                             | 9 | 743 | 326 | 417 | 44% | 3  | 3                  | 2             |                     | 1              | Oakland Oaks          | 2   | 156 | 82        | 74        | 53%            | 1968                |                     |                |           | 1969           |
| Oakland Oaks Washington Capitals Virginia Squires                             | 9 | 743 | 326 | 417 | 44% | 3  | 3                  | 2             | Washington Capitals | 1              | 1                     | 84  | 44  | 40        | 52%       |                | 1970                |                     |                |           |                |
| Oakland Oaks Washington Capitals Virginia Squires                             | 9 | 743 | 326 | 417 | 44% | 3  | 3                  | 2             | Virginia Squires    | 1              | 6                     | 503 | 200 | 303       | 40%       | 1975 1976      | 1973 1974           | 1971 1972           |                |           |                |
| Minnesota Muskies Miami Floridians The Floridians                             | 5 | 576 | 234 | 342 | 41% | 1  | 2                  | 2             |                     |                | Minnesota Muskies     | 1   | 78  | 50        | 28        | 64%            |                     |                     | 1968           |           |                |
| Minnesota Muskies Miami Floridians The Floridians                             | 5 | 576 | 234 | 342 | 41% | 1  | 2                  | 2             | Miami Floridians    | 2              | 162                   | 66  | 96  | 41%       | 1970      |                | 1969                |                     |                |           |                |
| Minnesota Muskies Miami Floridians The Floridians                             | 5 | 576 | 234 | 342 | 41% | 1  | 2                  | 2             | The Floridians      | 2              | 168                   | 73  | 95  | 43%       |           | 1971 1972      |                     |                     |                |           |                |
| New Orleans Buccaners Memphis Pros Memphis Tams Memphis Sounds Baltimore Claw | 9 | 658 | 273 | 385 | 41% | 5  | 2                  | 1             | 1                   |                | New Orleans Buccaners | 3   | 238 | 134       | 104       | 56%            | 1970                |                     | 1969           | 1968      |                |
| New Orleans Buccaners Memphis Pros Memphis Tams Memphis Sounds Baltimore Claw | 9 | 658 | 273 | 385 | 41% | 5  | 2                  | 1             | 1                   | Memphis Pros   | 2                     | 168 | 67  | 101       | 40%       | 1972           | 1971                |                     |                |           |                |
| New Orleans Buccaners Memphis Pros Memphis Tams Memphis Sounds Baltimore Claw | 9 | 658 | 273 | 385 | 41% | 5  | 2                  | 1             | 1                   | Memphis Tams   | 2                     | 168 | 45  | 123       | 27%       | 1973 1974      |                     |                     |                |           |                |
| New Orleans Buccaners Memphis Pros Memphis Tams Memphis Sounds Baltimore Claw | 9 | 658 | 273 | 385 | 41% | 5  | 2                  | 1             | 1                   | Memphis Sounds | 1                     | 84  | 27  | 57        | 32%       |                | 1975                |                     |                |           |                |
| New Orleans Buccaners Memphis Pros Memphis Tams Memphis Sounds Baltimore Claw | 9 | 658 | 273 | 385 | 41% | 5  | 2                  | 1             | 1                   | Baltimor Claws | 1                     | 0   | 0   | 0         | -%        | 1976           |                     |                     |                |           |                |

## Jugadors destacats
- Julius Erving (Virginia Squires i New York Nets)
- Louie Dampier (Kentucky Colonels)
- Mel Daniels (Indiana Pacers)
- Billy Cunningham (Carolina Cougars)
- Rick Barry (Oakland Oaks)
- Connie Hawkins (Pittsburgh Pipers)
- David Thompson (Denver Nuggets)
- George Gervin (San Antonio Spurs)
- George McGinnis (Indiana Pacers)
- Spencer Haywood (Denver Rockets)
- Artis Gilmore (Kentucky Colonels)
- Dan Issel (Kentucky Colonels i Denver Nuggets)
- Moses Malone (Utah Stars)

## Millor equip de tots els temps de l'ABA
El Millor equip de tots els temps de l'ABA (en anglés: ABA All-Time Team) va ser triat el 1997 amb motiu del 30è aniversari de la fundació d'aquesta associació. Trenta jugadors van ser seleccionats en un procés tenint en compte el seu nivell com a professional, l'esportivitat, el lideratge d'equip i les contribucions al creixement de la Lliga. Només els jugadors que desenvoluparen una part de les seves carreres a l'ABA eren elegibles, encara que les seves actuacions en altres lligues, en especial l'NBA, van ser considerades. També es va triar al jugador i l'entrenador més valuós dels 9 anys de l'ABA. L'equip va ser anunciat a Indianàpolis (Indiana) el 23 d'agost de 1997.

### Jugadors

#### Equip
Dels 30 jugadors triats al primer equip, 3 van ser bases durant les seves carreres a l'ABA, 8 escortes, 5 alers, 8 ala-pivots i 6 pivots. Els equipos més representats van ser Virginia Squires amb 11 jugadors al primer equip, Utah Stars amb 8, Indiana Pacers amb 7, San Antonio Spurs amb 6 i Denver Nuggets i Spirits of St. Louis amb 5.
5 jugadors triats al primer equip (Rick Barry, Billy Cunningham, Julius Erving, George Gervin i Moses Malone) van ser inclosos un any abans entre els 50 millors jugadors de l'NBA.
| Jugador          | Posició           | Equip/s i any/s | Campionats        | Premis | Saló de la Fama | Vots |
| ---------------- | ----------------- | --- | ----------------- | --- | --------------- | ---- |
| Marvin Barnes    | ala-pivot i pivot | Spirits of St. Louis 1974-76 | Cap               | Rookie de l'any, millor quintet rookie i 2n quintet 1975 | No              | 23   |
| Rick Barry       | aler              | Oakly Oaks 1968-69, Washington Capitals 1969-70 i New York Nets 1970-72                                                                                   | 1969              | Millor quintet 1969-72 | 1987            | 39   |
| Zelmo Beaty      | pivot             | Utah Stars 1970-74 | 1971              | MVP dels playoffs 1971 i 2n quintet 1971 i 1972 | 2016            | 42   |
| Ron Boone        | escorta i aler    | Dallas Chaparrals 1968-71, Utah Stars 1970-75 i Spirit of St. Louis 1975-76                                                                               | 1971              | Millor quintet 1975 i 2n quintet 1974 | No              | 35   |
| Roger Brown      | aler i escorta    | Indiana Pacers 1967-75, Memphis Sounds 1974-75 i Utah Stars 1974-75                                                                                       | 1970, 1972 i 1973 | MVP dels playoffs 1970, millor quintet 1971 i 2n quintet 1968 i 1970 | No              | 50   |
| Mack Calvin      | base i escorta    | Los Angeles Stars 1969-70, The Floridians 1970-72 Carolina Cougars 1972-74, Denver Nuggets 1974-75 i Virginia Squires 1975-76                             | Cap               | Millor quintet rookie 1970, millor quintet 1971,1974 i 1975, 2n quintet 1973                                                                                             | No              | 41   |
| Darel Carrier    | base i escorta    | Kentucky Colonels 1967-72 i Memphis Tams 1972-73 | Cap               | Cap | No              | 24   |
| Billy Cunningham | ala-pivot i pivot | Carolina Cougars 1972-74 | Cap               | MVP i millor quintet 1973 | 1986            | 36   |
| Louie Dampier    | base i escorta    | Kentucky Colonels 1967-76 | 1975              | Millor quintet rookie 1968, 2n quintet 1967, 1968, 1969, 1970 i 1974 | 2015            | 50   |
| Mel Daniels      | pivot             | Minnesota Muskies 1967-68 i 1974-75 i Indiana Pacers 1968-74                                                                                              | 1970, 1972 i 1973 | Rookie de l'any 1968, MVP 1969 i 1971, millor quintet 1968-71, 2n quintet 1973                                                                                           | 2012            | 50   |
| Julius Erving    | aler              | Virginia Squires 1971-73 i New York Nets 1973-76 | 1974 i 1976       | MVP 1974, 1975 i 1976, MVP dels playoffs 1974 i 1976, millor quintet 1973, 1974, 1975 i 1976, 2n quintet i millor quintet de rookies 1972 i millor quintet defensiu 1976 | 1993            | 50   |
| Donnie Freeman   | base i escorta    | Minnesota Muskies 1967-68, Miami Floridians 1968-70, Utah Stars 1970-71, Texas Chaparrals 1970-72, Indiana Pacers 1972-74 i San Antonio Spurs 1974-75     | 1971 i 1973       | Milor quintet 1972 i 2n quintet 1969, 1970 i 1971 | No              | 30   |
| George Gervin    | escorta i aler    | Virginia Squires 1972-74 i San Antonio Spùrs 1973-76 | Cap               | 2n quintet 1975 i 1976 | 1996            | 50   |
| Artis Gilmore    | pivot             | Kentucky Colonels 1971-76 | 1975              | Rookie de l'any, quintet de rookies i MVP 1972, millor quintet 1972, 1973, 1974, 1975 i 1976, millor quintet defensiu 1973, 1974, 1975 i 1976 i MVP dels playoffs 1975   | 2011            | 50   |
| Connie Hawkins   | ala pivot         | Pittsburgh Pipers 1967-69 | 1968              | MVP de la temporara i dels playoffs 1968 i millor quintet 1968 i 1969 | 1992            | 40   |
| Spencer Haywood  | pivot             | Denver Rockets 1969-70 | Cap               | MVP, Rookie de l'any, MVP de l'All Star i millor quintet 1970 | 2015            | 34   |
| Dan Issel        | ala-pivot         | Kentucky Colonels 1970-75 i Denver Nuggets 1975-76 | 1975              | Rookie de l'any 1971 MVP de l'All Star i millor quintet 1972 i 2n quinter 1971, 1973, 1974 i 1975                                                                        | 1993            | 50   |
| Warren Jabali    | escorta           | Oakly Oaks 1968-69, Washington Capitals 1969-70, Indiana Pacers 1970-71, The Floridians 1971-72, Denver Rockets 1972-74 i San Diego Conquistadors 1974-75 | 1969              | MVP dels playoffs i rookie de l'any 1969 i MVP de l'All Star i millor quintet 1973                                                                                       | No              | 24   |
| Jimmy Jones      | escorta           | New Orleans Buccaneers 1967-70, Memphis Pros 1970-71 i Utah Stars 1971-74                                                                                 | Cap               | Millor quintet 1969, 1973 i 1974 | No              | 27   |
| Freddie Lewis    | escorta           | Indiana Pacers 1967-74, Memphis Sounds 1974-75 i Spirits of St. Louis 1974-75                                                                             | 1970, 1972 i 1973 | MVP dels playoffs 1972 i MVP de l'All Star Game 1975 | No              | 38   |
| Maurice Lucas    | ala-pivot         | Spirits of St. Louis 1974-76 i Kentucky Colonels 1975-76                                                                                                  | Cap               | Cap | No              | 26   |
| Moses Malone     | pivot             | Utah Stars 1974-75 i Spirits of St. Louis 1975-76 | Cap               | Cap | 2001            | 30   |
| George McGinnis  | ala-pivot         | Indiana Pacers 1971-75 | 1972 i 1973       | MVP dels playoffs 1973, MVP 1975, millor quintet 1974 i 1975 i 2n quintet 1973                                                                                           | No              | 44   |
| Doug Moe         | aler              | New Orleans Buccaneers 1967-68, Oakly Oaks 1968-69, Carolina Cougars 1969-70 i Virginia Squires 1970-72                                                   | 1969              | Millor quintet 1968 i 2n quintet 1969 | No              | 35   |
| Bob Netolicky    | ala-pivot         | Indiana Pacers (1967-72 i 1973-76 Dallas Chaparrals 1972-73 i San Antonio Spurs 1973-74                                                                   | 1970 i 1972       | 2n quintet 1970 | No              | 35   |
| Billy Paultz     | pivot             | New York Nets 1970-75 i San Antonio Spurs 1975-76 | 1974              | Cap | No              | 30   |
| Charlie Scott    | escorta           | Virginia Squires 1970-72 | Cap               | Rookie de l'any i millor quintet 1971 i 2n quintet 1972 | No              | 29   |
| James Silas      | base              | Dallas Chaparrals 1972-73 i San Antonio Spurs 1973-76 | Cap               | Millor quintet 1976 i 2n quintet 1975 | No              | 30   |
| David Thompson   | escorta           | Denver Nuggets 1975-76 | Cap               | MVP de l'All Star, rookie de l'any i 2n quintet 1976 | 1996            | 28   |
| Willie Wise      | ala-pivot         | Los Angeles Stars 1969-70, Utah Stars 1970-74 i Virginia Squires 1974-76                                                                                  | 1971              | 2n quintet 1972 i 1974 i millor quintet defensiu 1973 i 1974 | No              | 32   |

#### Jugador més valuós
Només 4 jugadors reberen vots dels 50 membres del jurat com a jugador més valuós de tots els temps a l'ABA. Julius Erving va ser el clar guanyador del premi
| Jugador        | Equip/s                                                      | Vots |
| -------------- | ------------------------------------------------------------ | ---- |
| Julius Erving  | Virginia Squires 1971-73 i New York Nets 1973-76             | 46   |
| Mel Daniels    | Minnesota Muskies 1967-68 i 1974-75 i Indiana Pacers 1968-74 | 2    |
| Artis Gilmore  | Kentucky Colonels 1971-76                                    | 1    |
| Connie Hawkins | Pittsburgh Pipers 1967-69                                    | 1    |

### Entrenadors
Set entrenadors reberen vots del jurat. Bobby "Slick" Leonard va ser el guanyador amb 34 vots dels 50 totals. Larry Brown, qui va rebre 16 vots en l'equip de jugadors, també va rebre 6 com a entrenador
| Entrenador            | Equip/s | Partits | Victòries | Derrotes | %   | Campionats        | Premis com a entrenador | Hall of Fame | Vots |
| --------------------- | --- | ------- | --------- | -------- | --- | ----------------- | ----------------------- | ------------ | ---- |
| Bobby "Slick" Leonard | Indiana Pacers 1968-76                                                                                      | 657     | 387       | 270      | 59% | 1970, 1972 i 1973 |                         |              | 34   |
| Larry Brown           | Carolina Cougars 1972-74 i Denver Nuggets 1974-76                                                           | 336     | 229       | 107      | 68% |                   | 1973, 1975 i 1976       | 2002         | 6    |
| Hubie Brown           | Kentucky Colonels 1974-76                                                                                   | 168     | 104       | 64       | 62% | 1975              |                         |              | 4    |
| Babe McCarthy         | New Orleans Buccaneers 1967-70, Memphis Pros 1970-72, Dallas Chaparrals 1972-73 i Kentucky Colonels 1973-74 | 564     | 280       | 284      | 50% |                   | 1974                    |              | 2    |
| Bill Sharman          | Los Angeles Stars 1968-71                                                                                   | 246     | 133       | 113      | 54% | 1971              | 1970                    | 2004         | 2    |
| Al Bianchi            | Washington Capitals 1969-70 i Virginia Squires 1970-76                                                      | 511     | 230       | 281      | 45% |                   | 1971                    |              | 1    |
| Bob Bas               | Denver Rockets 1967-69, The Floridians 1970-72, Memphis Tams 1972-73 i San Antonio Spurs 1974-76            | 500     | 251       | 249      | 50% |                   |                         |              | 1    |

## Premis
| 1967-68 | Connie Hawkins    | Pittsburgh Pipers  | Mel Daniels     | Minnesota Muskies     | Vince Cazzetta  | Pittsburgh Pipers  | Connie Hawkins    | Pittsburgh Pipers  | Larry Brown     | New Orleans Buccaneers |                 |                    |
| 1968-69 | Mel Daniels       | Indiana Pacers     | Warren Jabali   | Oakland Oaks          | Alex Hannum     | Oakland Oaks       | Warren Jabali     | Oakland Oaks       | John Beasley    | Dallas Chaparrals      |                 |                    |
| 1969-70 | Spencer Haywood   | Denver Rockets     | Spencer Haywood | Denver Rockets        | Bill Sharman    | Los Angeles Stars  | Roger Brown       | Indiana Pacers     | Spencer Heywood | Denver Nuggets         |                 |                    |
| 1969-70 | Spencer Haywood   | Denver Rockets     | Spencer Haywood | Denver Rockets        | Joe Belmont     | Denver Rockets     | Roger Brown       | Indiana Pacers     | Spencer Heywood | Denver Nuggets         |                 |                    |
| 1970-71 | Mel Daniels (2)   | Indiana Pacers (2) | Charlie Scott   | Virginia Squires      | Al Bianchi      | Virginia Squires   | Zelmo Beaty       | Utah Stars         | Mel Daniels     | Indiana Pacers         |                 |                    |
| 1970-71 | Mel Daniels (2)   | Indiana Pacers (2) | Dan Issel       | Kentucky Colonels     | Al Bianchi      | Virginia Squires   | Zelmo Beaty       | Utah Stars         | Mel Daniels     | Indiana Pacers         |                 |                    |
| 1971-72 | Artis Gilmore     | Kentucky Colonels  | Artis Gilmore   | Kentucky Colonels (2) | Tom Nissalke    | Dallas Chaparrals  | Freddie Lewis     | Indiana Pacers (2) | Dan Issel       | Kentucky Colonels      |                 |                    |
| 1972-73 | Billy Cunningham  | Carolina Cougars   | Brian Taylor    | New York Nets         | Larry Brown     | Carolina Cougars   | George McGinnis   | Indiana Pacers (3) | Warren Jabali   | Denver Rockets         | Carl Scheer     | Carolina Cougars   |
| 1973-74 | Julius Erving     | New York Nets      | Swen Nater      | San Antonio Spurs     | Babe McCarthy   | Kentucky Colonels  | Julius Erving     | New York Nets      | Artis Gilmore   | Kentucky Colonels (2)  | Jack Ankerson   | San Antonio Spurs  |
| 1973-74 | Julius Erving     | New York Nets      | Swen Nater      | San Antonio Spurs     | Joe Mullaney    | Utah Stars         | Julius Erving     | New York Nets      | Artis Gilmore   | Kentucky Colonels (2)  | Jack Ankerson   | San Antonio Spurs  |
| 1974-75 | Julius Erving (2) | New York Nets (2)  | Marvin Barnes   | Spirits of St. Louis  | Larry Brown (2) | Denver Nuggets     | Artis Gilmore     | Kentucky Colonels  | Freddie Lewis   | Spirits of St. Louis   | Carl Scheer (2) | Denver Nuggets     |
| 1974-75 | George McGinnis   | Indiana Pacers (3) | Marvin Barnes   | Spirits of St. Louis  | Larry Brown (2) | Denver Nuggets     | Artis Gilmore     | Kentucky Colonels  | Freddie Lewis   | Spirits of St. Louis   | Carl Scheer (2) | Denver Nuggets     |
| 1975-76 | Julius Erving (3) | New York Nets (3)  | David Thompson  | Denver Nuggets        | Larry Brown (3) | Denver Nuggets (2) | Julius Erving (2) | New York Nets (2)  | David Thompson  | Denver Nuggets (2)     | Carl Scheer (3) | Denver Nuggets (2) |

### Millors quintets
En negreta, el Jugador més valuós (MVP) de la temporada
| Temporada | Primer equip                         | Primer equip                        | Primer equip                         | Primer equip                          | Primer equip                        |                                     | Segon equip                      | Segon equip                             | Segon equip                          | Segon equip                          | Segon equip |
| Temporada | Alers                                | Alers                               | Pivot                                | Bases                                 | Bases                               | Alers                               | Alers                            | Pivot                                   | Bases                                | Bases                                |             |
| --------- | ------------------------------------ | ----------------------------------- | ------------------------------------ | ------------------------------------- | ----------------------------------- | ----------------------------------- | -------------------------------- | --------------------------------------- | ------------------------------------ | ------------------------------------ | ----------- |
| 1967–68   | Connie Hawkins, Pittsburgh Pipers    | Doug Moe, New Orleans Buccaneers    | Mel Daniels, Minnesota Muskies       | Larry Jones, Denver Rockets           | Charlie Williams, Pittsburgh Pipers | Roger Brown, Indiana Pacers         | Cincy Powell, Dallas Chaparrals  | John Beasley, Dallas Chaparrals         | Larry Brown, New Orleans Buccaneers  | Louie Dampier, Kentucky Colonels     |             |
| 1968–69   | Connie Hawkins, Minnesota Pipers (2) | Rick Barry, Oakland Oaks            | Mel Daniels, Indiana Pacers (2)      | Jimmy Jones, New Orleans Buccaneers   | Larry Jones, Denver Rockets (2)     | John Beasley, Dallas Chaparrals (2) | Doug Moe, Oakland Oaks (2)       | Red Robbins, New Orleans Buccaneers     | Donnie Freeman, Miami Floridians     | Louie Dampier, Kentucky Colonels (2) |             |
| 1969–70   | Rick Barry, Washington Capitols (2)  | Spencer Haywood, Denver Rockets     | Mel Daniels, Indiana Pacers (3)      | Bob Verga, Carolina Cougars           | Larry Jones, Denver Rockets (3)     | Roger Brown, Indiana Pacers (2)     | Bob Netolicky, Indiana Pacers    | Red Robbins, New Orleans Buccaneers (2) | Louie Dampier, Kentucky Colonels (3) | Donnie Freeman, Miami Floridians (2) |             |
| 1970–71   | Roger Brown, Indiana Pacers (3)      | Rick Barry, New York Nets (3)       | Mel Daniels, Indiana Pacers (4)      | Mack Calvin, The Floridians           | Charlie Scott, Virginia Squires     | John Brisker, Pittsburgh Condors    | Joe Caldwell, Carolina Cougars   | Zelmo Beaty, Utah Stars                 | Donnie Freeman, Texas Chaparrals (3) | Larry Cannon, Denver Rockets         |             |
| 1970–71   | Roger Brown, Indiana Pacers (3)      | Rick Barry, New York Nets (3)       | Mel Daniels, Indiana Pacers (4)      | Mack Calvin, The Floridians           | Charlie Scott, Virginia Squires     | John Brisker, Pittsburgh Condors    | Joe Caldwell, Carolina Cougars   | Dan Issel, Kentucky Colonels            | Donnie Freeman, Texas Chaparrals (3) | Larry Cannon, Denver Rockets         |             |
| 1971–72   | Dan Issel, Kentucky Colonels (2)     | Rick Barry, New York Nets (4)       | Artis Gilmore, Kentucky Colonels     | Donnie Freeman, Dallas Chaparrals (4) | Bill Melchionni, New York Nets      | Willie Wise, Utah Stars             | Julius Erving, Virginia Squires  | Zelmo Beaty, Utah Stars (2)             | Ralph Simpson, Denver Rockets        | Charlie Scott, Virginia Squires (2)  |             |
| 1972–73   | Billy Cunningham, Carolina Cougars   | Julius Erving, Virginia Squires (2) | Artis Gilmore, Kentucky Colonels (2) | Jimmy Jones, Utah Stars (2)           | Warren Jabali, Denver Rockets       | George McGinnis, Indiana Pacers     | Dan Issel, Kentucky Colonels (3) | Mel Daniels, Indiana Pacers (5)         | Ralph Simpson, Denver Rockets (2)    | Mack Calvin, Carolina Cougars (2)    |             |
| 1973–74   | Julius Erving, New York Nets (3)     | George McGinnis, Indiana Pacers (2) | Artis Gilmore, Kentucky Colonels (3) | Jimmy Jones, Utah Stars (3)           | Mack Calvin, Carolina Cougars (3)   | Dan Issel, Kentucky Colonels (4)    | Willie Wise, Utah Stars (2)      | Swen Nater, San Antonio Spurs           | Ron Boone, Utah Stars                | Louie Dampier, Kentucky Colonels (4) |             |
| 1974–75   | Julius Erving, New York Nets (4)     | George McGinnis, Indiana Pacers (3) | Artis Gilmore, Kentucky Colonels (4) | Mack Calvin, Denver Nuggets (4)       | Ron Boone, Utah Stars (2)           | Marvin Barnes, Spirits of St. Louis | George Gervin, San Antonio Spurs | Swen Nater, San Antonio Spurs (2)       | Brian Taylor, New York Nets          | James Silas, San Antonio Spurs       |             |
| 1975–76   | Julius Erving, New York Nets (5)     | Billy Knight, Indiana Pacers        | Artis Gilmore, Kentucky Colonels (5) | James Silas, San Antonio Spurs (2)    | Ralph Simpson, Denver Nuggets (3)   | David Thompson, Denver Nuggets      | Bobby Jones, Denver Nuggets      | Dan Issel, Denver Nuggets (5)           | Don Buse, Indiana Pacers             | George Gervin, San Antonio Spurs (2) |             |

En negreta, el millor debutant de la temporada (ROY)
| 1967–68 | Louie Dampier* | Mel Daniels*   | Jimmy Jones      | Bob Netolicky    | Trooper Washington |               |                    |                    |                 |                  |                                      |
| 1968–69 | Ron Boone      | Warren Jabali  | Larry Miller     | Gene Moore       | Walter Piatkowski  |               |                    |                    |                 |                  |                                      |
| 1969–70 | Mike Barrett   | John Brisker   | Mack Calvin      | Spencer Haywood* | Willie Wise        |               |                    |                    |                 |                  |                                      |
| 1970–71 | Joe Hamilton   | Dan Issel*     | Wendell Ladner   | Samuel Robinson  | Charlie Scott*     |               |                    |                    |                 |                  |                                      |
| 1971–72 | Julius Erving* | Artis Gilmore* | George McGinnis* | Johnny Neumann   | John Roche         |               |                    |                    |                 |                  |                                      |
| 1972–73 | Jim Chones     | George Gervin* | James Silas      | Brian Taylor     | Dennis Wuycik      | Joe Caldwell  | Mike Gale          | Artis Gilmore*     | Julius Keye     | Fatty Taylor     | Willie Wise                          |
| 1973–74 | Mike Green     | Larry Kenon    | Bo Lamar         | Swen Nater       | John Williamson    | Mike Gale (2) | Artis Gilmore (2)* | Julius Keye (2)    | Ted McClain     | Fatty Taylor (2) | Willie Wise (2)                      |
| 1974–75 | Marvin Barnes  | Gus Gerard     | Bobby Jones*     | Billy Knight     | Moses Malone*      | Don Buse      | Artis Gilmore (3)* | Bobby Jones*       | Wil Jones       | Brian Taylor     | No es va seleccional el sisé jugador |
| 1975–76 | Ticky Burden   | M. L. Carr     | Kim Hughes       | Mark Olberding   | David Thompson*    | Don Buse (2)  | Julius Erving*     | Artis Gilmore (4)* | Bobby Jones (2) | Brian Taylor (2) | No es va seleccional el sisé jugador |